# Zamanım Yok
Zamanım Yok (türk. für: „Ich habe keine Zeit“) ist die dritte EP von Ece Seçkin und wurde nach dem gleichnamigen Song benannt. Veröffentlicht wurde sie am 14. Juli 2016 und konnte vorwiegend in den türkischen Albumcharts hohe Positionen erreichen.

## Inhalt
An der EP arbeitete Seçkin u. a. mit verschiedenen Produzenten und Songwritern, darunter Ozan Doğulu und Gülden, zusammen. Sie war jedoch nicht selbst mit am Schreiben der einzelnen Lieder beteiligt.
Der Inhalt der Lieder handelt von Gedanken, Gefühlen, Erinnerungen und Veränderungen im Leben.
Die bekannteste Singleauskopplung, welche die Extended Play beinhaltet, ist der Song Adeyyo. Die Texte dazu schrieben die Writer Ayşen und Kemal Şimşekyay; die Regie zum Musikvideo, dass am Strand von Kilyos gedreht wurde, führte Murad Kürcük.
Adeyyo erschien einen Tag später, am 15. Juli, nach dem Album.

## Coverbild
Auf dem Coverbild ist das Gesicht von Seçkin im Profil abgebildet. Den Kopf hält sie aufrecht, die Augen sind geschlossen. Seckins Gesichtsausdruck wirkt etwas nachdenklich. Auf dem Kopf trägt sie eine Art Gestöck, welches mit violetten, dunkelblauen und grünen Rosen, Perlen und ebenso farbigen Straußenfedern bestückt ist. Auf der mittleren Höhe der Kopfbedeckung steht der Titel des Albums Zamanım Yok in weißer Schrift. Der Hintergrund ist gelb und mit ebenfalls gelben Palmenblättern gestaltet.
Der Name der Künstlerin wurde in violetter Schrift gefasst und in der Mitte des Covers zweigeteilt: Auf der linken Seite steht der Vorname Ece, auf der Linken ist der Nachname Seçkin zu lesen.

## Titelliste
| #  | Titel                              | Songschreiber                  | Produzent                      | Länge |
| -- | ---------------------------------- | ------------------------------ | ------------------------------ | ----- |
| 1. | Adeyyo                             | Ayşen, Kemal Şimşekyay         | Ayşen, Kemal Şimşekyay         | 3:45  |
| 2. | Zamanım Yok                        | Ayşen, Kemal Şimşekyay         | Ayşen, Kemal Şimşekyay         | 3:42  |
| 3. | Olsun                              | Gülden Mutlu                   | Gülden Mutlu                   | 4:51  |
| 4. | Hoş Geldin Ayrılığar (feat. Kolpa) | Barış Yurtçu, Çağrı Telkıvıran | Barış Yurtçu, Çağrı Telkıvıran | 3:14  |

## Veröffentlichung
| Land     | Datum         | Format       | Label |
| -------- | ------------- | ------------ | ----- |
| Türkei   | 15. Juli 2016 | CD, Download | DMC   |
| Weltweit | 4. Juli 2016  | CD, Download | DMC   |